# DDP (spedycja)
DDP – skrót angielskiego określenia Delivered Duty Paid (to a named place of destination), które tłumaczy się dosłownie „dostarczone, cło opłacone (do oznaczonego miejsca przeznaczenia)”, oznacza formułę dostawy towaru, w której organizację i koszty załadunku, transportu do nabywcy, ubezpieczenia oraz ewentualnych opłat celnych bierze na siebie sprzedający wraz z ryzykiem związanym z utratą lub uszkodzeniem towaru, który stawiany jest do dyspozycji kupującego pod ustalonym przez niego adresem dostawy. Po stronie nabywcy pozostaje natomiast obowiązek rozładunku (i ryzyko, gdyby podczas rozładunku nastąpiło uszkodzenie lub zniszczenie) zakupionego towaru.
Formuła ta różni się od DDU Delivered Duty Unpaid (to a named place of destination) odpowiedzialnością i odpłatnością za formalności celne, które w przypadku DDU ponosi nabywca. Przy dostawach wewnątrz jednego obszaru celnego obie formuły są równoważne.